# Cyperus niveus
Cyperus niveus är en halvgräsart som beskrevs av Anders Jahan Retzius. Cyperus niveus ingår i släktet papyrusar, och familjen halvgräs.

## Underarter
Arten delas in i följande underarter:
- C. n. leucocephalus
- C. n. niveus
- C. n. tisserantii